# Passiflora nephrodes
Passiflora nephrodes är en passionsblomsväxtart som beskrevs av Maxwell Tylden Masters. Passiflora nephrodes ingår i släktet passionsblommor, och familjen passionsblomsväxter. Inga underarter finns listade i Catalogue of Life.